# Drvenik (Gradac)
Drvenik is een kleine plaats (500 inw.) in Midden-Dalmatië (Kroatië), 25 km verwijderd van de grotere plaats Makarska.
De twee grootste inkomstenbronnen van Drvenik zijn het toerisme en de visserij. Drvenik heeft geen industrie. Een kristalheldere zee en een ongerepte omgeving zijn een goede reden om hier ver van de stedelijke drukte te vertoeven.
Er is een veerdienst naar de plaats Sucuraj op het eiland Hvar.

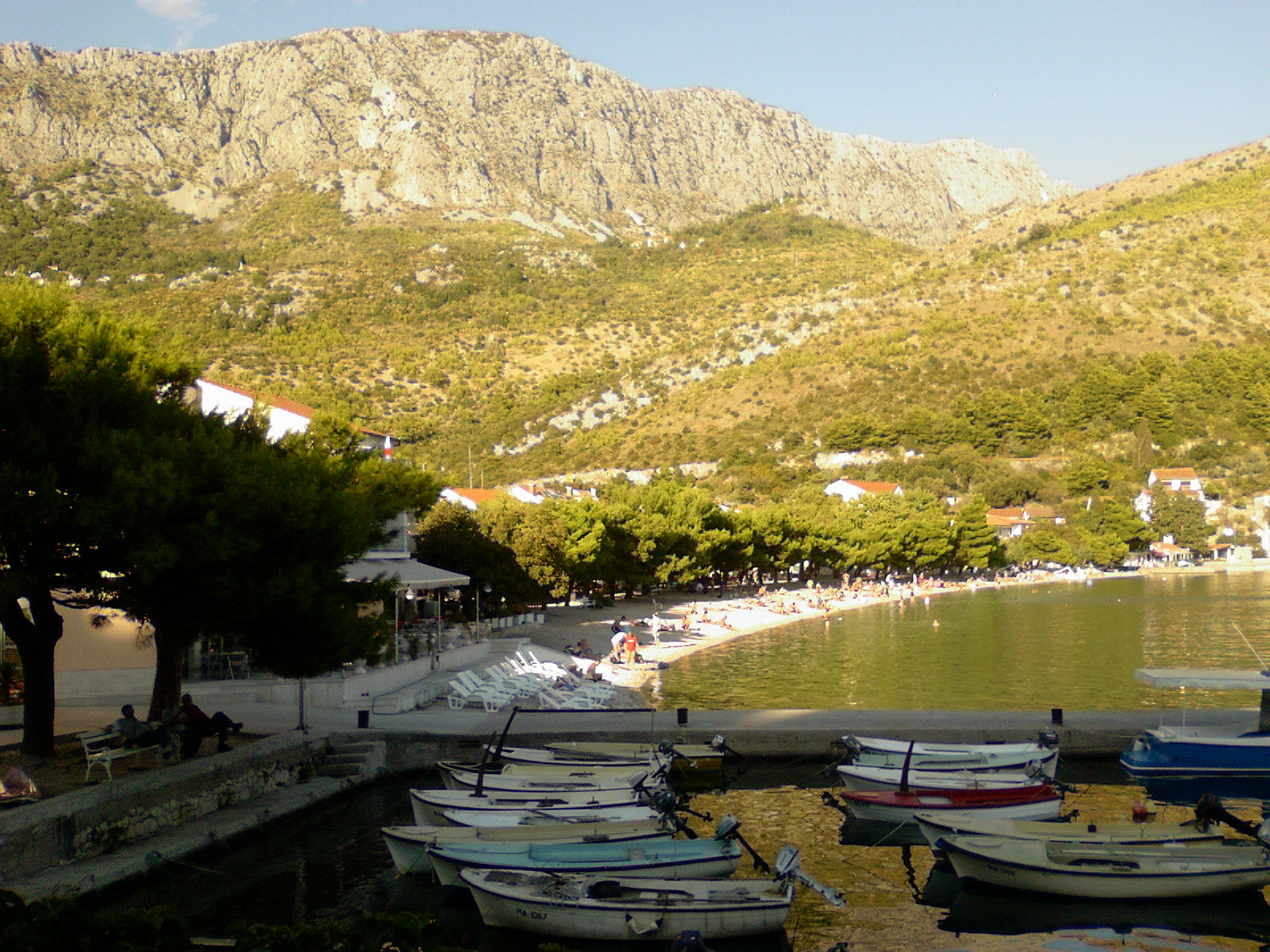
Zicht op het strand